# Deutscher Überseedienst

Titelköpfe der Korrespondenzen Überseedienst und Wirtschaftlicher Nachrichtendienst, April 1919

Die Deutsche Überseedienst GmbH (DÜD) war ein deutsches Nachrichtenbüro, das sich mit der Beschaffung und Vermittlung von wirtschaftlichen Nachrichten und Propaganda ins Ausland, speziell nach Übersee befasste.

## Unternehmensgeschichte
Der Deutsche Überseedienst, dessen Hauptsitz sich in Berlin befand, wurde im Februar 1914 als Syndikat Deutscher Überseedienst gegründet. Anlass zur Gründung des Unternehmens war die Unzufriedenheit des Auswärtigen Amtes und der Wirtschaft mit den aus ihrer Sicht ungünstigen Kartellverträgen unter anderen mit dem Wolffs Telegraphisches Bureau (WTB). Diese Wahrnehmung bewog die Pressestelle des Auswärtigen Amtes und Kreise der Industrie (vor allem der Montanindustrie), des Handels, der Schifffahrt und des Bankwesens eine leistungsstarke, von internationalen Vereinbarungen ungebundene Nachrichtenagentur aufzubauen, die das Ausland mit Nachrichten aus und über Deutschland versorgen sollte.
Das Syndikat Deutscher Übersee Dienst wurde durch den Zusammenschluss der kleineren Nachrichtenbüros Weltkorrespondenz GmbH, Kabelkorrespondenz GmbH, Allgemeine Korrespondenz, Transocean GmbH und Deutsche Kabelgramm GmbH. Finanziert wurde das neue Unternehmen von etwa dreihundert Firmen, die jährlich ein Kapital von 1 Million Reichsmark aufbrachten, sowie durch einen Geheimfonds des Auswärtigen Amtes, das jährlich 250.000 Reichsmark beisteuerte.
Von Anfang an stand der Überseedienst faktisch unter Kontrolle der Schwerindustrie und speziell der Person Alfred Hugenbergs, damals Aufsichtsratsvorsitzender des Krupp-Konzerns. Nach Ausbruch des Ersten Weltkriegs begann der Überseedienst mit der Publikation der Monatsschrift Der Große Krieg in Bildern, einem Periodikum, das zum Zwecke der Kriegspropaganda ins neutrale Ausland vertrieben wurde. Die Zeitschrift, die eine Auflage von 50.000 Exemplaren und einen Umfang von vierzig Seiten hatte, enthielt vor allem Bilder, die „die gerechte Sache“ für die das Deutsche Reich im Krieg angeblich kämpfte, illustrieren sollten und die – um einen Vertrieb in möglichst vielen Ländern zu ermöglichen – mit mehrsprachigen Bildunterschriften versehen waren.
Im Mai 1915 wurde das Tochterunternehmen Transocean GmbH ins Leben gerufen, ein Auslands-Nachrichtenbüro auf Basis der drahtlosen Telegraphie. Im September 1916 wurde das Unternehmen in die Agenturen Transocean (TO) und Deutscher Überseedienst (DÜD) geteilt. Hintergrund war ein Interessenkonflikt zwischen den Regierungs- und den Wirtschaftskreisen innerhalb der Führung des Überseedienstes, der durch eine Aufgabenteilung beigelegt wurde: Während die Transocean als nachrichtenpolitisches Instrument des Auswärtigen Amtes eingerichtet wurde, diente der Überseedienst – nun ohne finanzielle Unterstützung durch das Reich – vor allem den Außenwirtschaftsinteressen der Industrie, die es durch Berichterstattung und Auslandspropaganda in Wirtschaftsangelegenheiten beförderte.
Das Kapital der Überseedienst GmbH lag 1916 noch bei 1,9 Millionen Reichsmark. 1917 wurde es auf 5 Millionen Reichsmark erhöht. Spätestens seit diesem Jahr beherrschte die Hugenberg-Gruppe das Unternehmen, ohne über eine eindeutig nachweisbare Majorität zu verfügen. Den Aufsichtsratsvorsitz übernahm Max Rötger, ein Vertrauensmann Hugenbergs und ehemaliges Direktoriumsvorsitzender von Krupp.
Auf Vermittlung Gustav Krupp von Bohlen und Halbachs, dessen Firma durch die Auslands GmbH und damit auch am Deutschen Nachrichtenbüro vertreten war, wurde im Februar 1917 Wilhelm Widenmann zum Geschäftsführer des DÜD ernannt. Als weiterer Geschäftsführer trat zur selben Zeit Ludwig Klitzsch, bisher Verlagsdirektor des J.J. Weber-Verlags, in das Unternehmen ein. 1920 machte Hugenberg Klitzsch zum Generaldirektor des Scherl-Verlags und Widenmann  zum Generaldirektor beim DÜD. Spätestens 1923, eventuell aber auch schon früher, wurde der DÜD ganz in den Hugenberg-Konzern eingegliedert. Nach der Auflösung der Auslands GmbH 1927 übernahm wahrscheinlich die Ostdeutsche Privatbank die Mehrheitsanteile am Überseedienst.
Der Überseedienst ging in den 1930er Jahren im Deutschen Nachrichtenbüro (DNB) auf.

## Aufgabenbereich
Die Satzung der DÜD definierte den Zweck des Unternehmens als: „Die Unterhaltung und Ausgestaltung von Nachrichtendiensten, zwischen Deutschland und anderen Ländern, namentlich den überseeischen Gebieten.“
Praktisch zerfiel die Tätigkeit des Unternehmens in zwei Aufgabenbereiche: Die Versorgung deutscher Kunden mit Nachrichtenmaterial aus dem Ausland und die Berichterstattung aus Deutschland für ausländische Kunden, worunter das Unternehmen Auslandspropaganda verstand. Zum letzteren Zweck wurde die fünfsprachige Continental Correspondenz herausgegeben, die sich besonders an südamerikanische Abnehmer wandte. Daneben unterhielt der DÜD Bilder- und Nachrichtensäle, besonders in der Türkei. Außerdem befasste das Unternehmen sich über Beteiligungsunternehmen auch mit der Herausgabe von Export-Zeitschriften (Ausland-Verlag) und mit der Lichtbild-Reklame (Deutsche Lichtbildgesellschaft).
Im Inland vertrieb der DÜD die zweimal wöchentlich erscheinenden Korrespondenzen  Überseedienst und Wirtschaftlicher Nachrichtendienst. Während der Überseedienst „ausländische Stimmungen und Nachrichten aus Wirtschaft, Politik und Kultur“ vermitteln sollte, erschien der Wirtschaftliche Nachrichtendienst separaten  Branchen-, Länder und Spezialnummern. Während die Branchenummern Nachrichtenmaterial über verschiedene Warengattungen sammelten, befassten die Spezialnummern sich mit wirtschaftlichen Einzelproblemen und die Ländernummern mit der jeweiligen wirtschaftlichen Entwicklung eines Einzellandes.
Die Continental-Korrespondenz, der Überseedienst und der Wirtschaftliche Nachrichtendienst wurden vor allem an Behörden und Geschäftsleute geliefert.
Für einen ganz kleinen Kreis von ausgewählten Personen war schließlich das Nachrichtenmaterial bestimmt, das der Überseedienst außerhalb seines offiziellen Aufgabenbereichs in politischen Rechtskreisen von Vertrauensleuten wie Alexander Ringleb und Herbert von Bose sammeln ließ.

## Veröffentlichungen

### Periodika
- Der Große Krieg in Bildern, Monatsschrift (1914 bis 1918).
- Überseedienst, zweimal wöchentlich.
- Wirtschaftlicher Nachrichtendienst, zweimal wöchentlich.

### Handbücher
- Politisch-Statistisches Handbuch der Sowjetunion, Berlin 1926.